# Награда Сатурн за најбоље специјалне ефекте
Награда Сатурн за најбоље специјалне ефекте додељује се од 1973. године. На додели награда 2019. године нису били номиновани уметници за специјалне ефекте, већ само филмови.
Следи списак добитиника награде:
| Год.     | Добитници                                                        | Назив филма                                          |
| -------- | ---------------------------------------------------------------- | ---------------------------------------------------- |
| 1973.    | Марчел Веркотере                                                 | Истеривач ђавола                                     |
| 1974/75. | Даглас Кнап, Џон Карпентер и Ден Обенон                          | Тамна звезда                                         |
| 1976.    | Л. Б. Абот                                                       | за дотадашњу каријеру                                |
| 1977.    | Џон Дикстра и Џон Стирс                                          | Звездани ратови — епизода IV: Нова нада              |
| 1978.    | Колин Чилверс                                                    | Супермен                                             |
| 1979.    | Даглас Трумбул, Џон Дикстра и Ричард Јуричич                     | Звездане стазе: Играни филм                          |
| 1980.    | Брајан Џонсон и Ричард Едлунд                                    | Звездани ратови — епизода V: Империја узвраћа ударац |
| 1981.    | Ричард Едлунд                                                    | Индијана Џоунс и отимачи изгубљеног ковчега          |
| 1982.    | Карло Рамбалди и Денис Мурен                                     | Е. Т. ванземаљац                                     |
| 1983.    | Ричард Едлунд, Денис Мурен и Кен Ралстон                         | Звездани ратови — епизода VI: Повратак џедаја        |
| 1984.    | Крис Валас                                                       | Гремлини                                             |
| 1985.    | Кевин Пајк                                                       | Повратак у будућност                                 |
| 1986.    | Стен Винстон, Роберт Скотак и Денис Скотак                       | Осми путник 2                                        |
| 1987.    | Питер Куран, Фил Типет, Роб Ботин и Роко Ђофре                   | Робокап                                              |
| 1988.    | Џорџ Гибс, Кен Ралстон и Ричард Вилијамс                         | Ко је сместио Зеки Роџеру                            |
| 1989/90. | Кен Ралстон                                                      | Повратак у будућност 2                               |
| 1991.    | Стен Винстон                                                     | Терминатор 2: Судњи дан                              |
| 1992.    | Кен Ралстон, Том Вудруф и Алек Џилис                             | Смрт јој пристаје                                    |
| 1993.    | Денис Мурен, Стен Винстон, Фил Типет и Мајкл Лантијери           | Парк из доба јуре                                    |
| 1994.    | Џон Бруно                                                        | Истините лажи                                        |
| 1995.    | Стен Паркс                                                       | Џуманџи                                              |
| 1996.    | Волкер Енџел, Клеј Пини, Даглас Смит и Џо Вискокил               | Дан независности                                     |
| 1997.    | Фил Типет, Скот Андерсон, Алек Џилис, Том Вудруф и Џон Ричардсон | Свемирски војници                                    |
| 1998.    | Волкер Енџел, Патрик Татопулос, Карен Гулекас и Клеј Пини        | Годзила                                              |
| 1999.    | Роб Колеман, Џон Кнол, Денис Мурен и Скот Сквирс                 | Звездани ратови — епизода I: Фантомска претња        |
| 2000.    | Скот Андерсон, Крејг Хејс, Скот Стокдик и Стен Паркс             | Човек без тела                                       |
| 2001.    | Денис Мурен, Скот Фарар, Стен Винстон и Мајкл Лантијери          | Вештачка интелигенција                               |
| 2002.    | Роб Колеман, Пабло Хелман, Џон Кнол и Бен Сноу                   | Звездани ратови — епизода II: Напад клонова          |
| 2003.    | Џим Ригил, Џо Летери, Рандал Вилијам Кук и Алекс Фанк            | Господар прстенова: Повратак краља                   |
| 2004.    | Џон Дикстра, Скот Стокдик, Ентони ла Молинара и Џон Фразијер     | Спајдермен 2                                         |
| 2005.    | Џон Летери, Ричард Тејлор, Кристијан Риверс и Брајан ван Хул     | Кинг Конг                                            |
| 2006.    | Џон Кнол, Хал Т. Хикел, Чарлс Гибсон и Ален Хол                  | Пирати са Кариба: Тајна шкриње                       |
| 2007.    | Скот Фарар, Скот Бенца, Расел Ирл и Џон Фразијер                 | Трансформерси                                        |
| 2008.    | Ник Дејвис, Крис Корбулд, Тимоти Вебер и Пол Френклин            | Мрачни витез                                         |
| 2009.    | Џо Летери, Стивен Розенбаум, Ричард Бенехам и Ендру Џоунс        | Аватар                                               |
| 2010.    | Крис Корбулд, Ендру Локли, Пол Френклин и Питер Беб              | Почетак                                              |
| 2011.    | Ден Лемон, Џо Летери, Кристофер Вајт и Данијел Барет             | Планета мајмуна: Почетак                             |
| 2012.    | Јанек Сирс, Џеф Вајт, Гај Вилијамс и Ден Судик                   | Осветници                                            |
| 2013.    | Тим Вебер, Крис Лоренс, Дејв Ширк и Нил Корбулд                  | Гравитација                                          |
| 2014.    | Пол Френклин, Ендру Локли, Ијан Хантер и Скот Фишер              | Међузвездани                                         |
| 2015.    | Роџер Гајет, Патрик Тубех, Нил Сканлан и Крис Корбулд            | Звездани ратови — епизода VII: Буђење силе           |
| 2016.    | Џон Кнол, Мохен Лео, Хал Хикел и Нил Корбулд                     | Одметник-1: Прича Ратова звезда                      |
| 2017.    | Кристофер Таунсенд, Гај Вилијамс, Џонатан Фаукнер и Дин Садик    | Чувари галаксије 2                                   |
| 2018/19. | нису номиновани уметници за специјалне ефекте                    | Осветници: Крај игре                                 |
| 2019/20. | Роџер Гајет, Патрик Тубех, Нил Сканлан и Доминик Туохи           | Звездани ратови — епизода IX: Успон Скајвокера       |
| 2021/22. | Џон дес Џардин, Брајан Хирота, Кевин Ендру Смит и Мајк Мејнардус | Годзила против Конга                                 |
| 2022/23. | Џо Летери, Ричард Бејнам, Ерик Сејндон и Данијел Барет           | Аватар: Пут воде                                     |
| 2023/24. | Пол Ламберт, Стивен Џејмс, Рис Салкомб и Герд Нефцер             | Дина: Други део                                      |